# Нива (Нечаяне)
Футбольний клуб «Нива» — український футбольний клуб з села Нечаяного Миколаївського району Миколаївської області.

## Досягнення
- Чемпіон Миколаївської області — 1993/94
- Срібний призер чемпіонату Миколаївської області — 1994/95
- Бронзовий призер чемпіонату Миколаївської області — 1996/97, 1997/98
- Володар кубка Миколаївської області — 1994
- Фіналіст кубка Миколаївської області — 1995

## Всі сезони в незалежній Україні
| Сезон   | Чемпіонат | Чемпіонат | Чемпіонат | Чемпіонат | Чемпіонат | Чемпіонат | Чемпіонат | Чемпіонат | Кубок        | Кубок | Кубок | Кубок | Кубок | Кубок | Кубок | Примітка |
| Сезон   | Ліга      | Місце     | І         | В         | Н         | П         | М         | О         | Етап         | І     | В     | Н     | П     | М     | О     | Примітка |
| ------- | --------- | --------- | --------- | --------- | --------- | --------- | --------- | --------- | ------------ | ----- | ----- | ----- | ----- | ----- | ----- | -------- |
| 1994/95 | —         | —         | —         | —         | —         | —         | —         | —         | 1/128 фіналу | 1     | 0     | 0     | 1     | 0−1   | 0     |          |
| Всього  | —         | —         | —         | —         | —         | —         | —         | —         | >1 сезон     | 1     | 0     | 0     | 1     | 0−1   | 0     |          |